# هارولد فرانك
هارولد فرانك (بالإنجليزية: Harold Frank)‏ هو فنان أمريكي، ولد في 1917، وتوفي في 1995.